# Вторгнення в затоку Лінгаєн
Вторгнення в затоку Лінгаєн — десантна операція військ Союзників на чолі США 6-9 січня 1945 року, частина Філіппінської кампанії 1944—1945 років Тихоокеанського театру бойових дій Другої світової війни. Вранці 6 січня 1945 року підрозділи ВМФ США під командуванням адмірала Джессі Олдендорфа наблизилися до затоки Лінгаєн. Кораблі ВМС США та ВМС Австралії розпочали триденний обстріл японських позицій вздовж затоки Лінгаєн на острові Лусон. 9 січня 6-а армія США висадилася на плацдармі довжиною 20 миль (32 км) між містами Лінгаєн та Сан-Фабіан.